# Efeito Tanzi
O efeito Tanzi  é um conceito de economia desenvolvido pelo italiano Vito Tanzi (1969).
O Efeito Tanzi analisa a relação entre arrecadação fiscal e taxas de inflação no decorrer do tempo, estabelecendo o valor da influência da inflação sobre o valor das receitas fiscais.
Vito Tanzi, identifica uma defasagem (vacatio) entre o fato gerador do tributo (momento tipificado em lei no qual o tributo deve ser cobrado) e o momento que ele é efetivamente arrecadado pelo Estado; e afirma que, considerando-se a desvalorização da moeda com qual os tributos são pagos, quanto maior for a inflação nesse período menor será a arrecadação real do governo.
O "efeito Tanzi" também é conhecido como "efeito Olivera Tanzi" ou "efeito Oliveira Tanzi (no Brasil). Julio Olivera, economista argentino, estudou o fenômeno do efeito da inflação sobre a arrecadação tributária na mesma época de Tanzi. O artigo de Olivera sobre o temo foi publicado em 1967, trata-se de "Money prices and fiscal lags: a note on the dynamics of inflation”, publicado na revista "Banca nazionale del lavoro quarterly review"; edição de setembro de 1967 (https://ojs.uniroma1.it/index.php/PSLQuarterlyReview/article/view/11702/11557).